# Karl Timmler
Karl Timmler (* 8. Februar 1906 in Liegnitz; † 19. Mai 1996 in Moritzburg) war ein deutscher Maler, Grafiker und Keramiker.

## Leben und Werk
Timmlers Vater war Brauereibesitzer in Liegnitz. Timmler besuchte von 1912 bis 1920 die Bürgerschule in Liegnitz und machte 1921 bis 1924 eine Lehrausbildung als Elektromotorenbauer. Von 1924 bis 1930 belegte er Abendkurse im Fach Zeichnen an der Kunstgewerbeschule Dresden. Von 1931 bis 1938 studierte er an der Kunstakademie Dresden u. a. bei Ferdinand Dorsch, Max Feldbauer, Rudolf Schramm-Zittau und Richard Müller. Das Studium beendete er mit einem Ehrendiplom und dem Ehrenpreis der Stadt Dresden.
In der Zeit des Nationalsozialismus war Timmler Mitglied der Reichskammer der bildenden Künste.
1939 erwarb er in Moritzburg die Ruine der Windmühle Eisenberg mit einem Stück Ödland, die er von 1942 bis 1947 zum Wohnhaus ausbaute. 1939 wurde Timmler zur Wehrmacht einberufen. Nach seiner Grundausbildung in Forst Zinna war er u. a. 1942 in Griechenland Kurier, im Kriegskarten- und Vermessungsamt in Prag und Ungarisch Brod und 1944 an der Ostfront im Kurland und in Estland. 1944 heiratete er in Prag Maja Fraaß, die Tochter von Erich Fraaß. 1945 geriet Timmler in britische Kriegsgefangenschaft, aus der er 1945 nach Mainfranken entlassen wurde. 1946 kehrte er nach Moritzburg zurück. 1947 bezog die Familie die Windmühle, wo er bis zu seinem Tod lebte und als freischaffender Maler, Grafiker und Keramiker arbeitete. Timmler war ein Künstler des Realismus und der Neuen Sachlichkeit. Insbesondere von 1960 bis etwa 1985 schuf er als Auftragsarbeiten keramische Werke zur Innenausgestaltung von Gaststätten, Kultur – und Freizeiteinrichtungen. 1947 bis 1948 restaurierte er das Moritzburger Fasanenschlösschen. Er unternahm viele Reisen, auf denen eine bedeutende Anzahl von Bildern entstanden. Von 1949 bis 1970 arrangierte er sich in der Gemeinde Moritzburg kulturell und als Mitglied des Bauausschusses. Timmler war bis 1990 Mitglied des Verbands Bildender Künstler der DDR.
Timmler war der Vater von Dr. Andreas Timmler (* 27. September 1946), ehemaliger Bürgermeister von Moritzburg.
Er verstarb nach langer Krankheit.

## Rezeption
„Seine Werke repräsentieren innerhalb der Dresdner Kunst eine besondere Position. Er war hier mit erstaunlicher Konsequenz ein Maler des sinnlich Elementaren, und dabei galt vor allem dem höchst Konkreten sein Interesse. In seinen rustikalen Plenair-Kompositionen, in denen der Farbe im Sinne des Nachimpressionismus die entscheidende Rolle für die innere Bildstruktur zukam, war in gewisser Weise ein Nachklang Robert Sterls und seiner Schule zu verspüren. Das gilt auch für seine Darstellung arbeitender Menschen. Gefühlstiefe, malerische Qualität und handwerkliche Gewissenhaftigkeit waren bestimmende Merkmale seiner Malerei. Auch als Zeichner war Karl Timmler entschlossener Realist.“
„Es sind aus bester handwerklicher Gesinnung geformte Gefäße, die nichts zu tun haben mit der auf spontanen Gefühlanstößen beruhenden üblichen Malereikeramik. Es sind vielmehr klassische Formen, auf die zurückgegriffen wird. Klarheit, Sachlichkeit bestimmen ihren Charakter. Das Besondere sind dabei die Glasuren, an deren Transparenz und kristallinem Reiz im ausgeschmolzenen Zustand der Maler offensichtlich Freude hat. Gediegenheit und Gewissenhaftigkeit, die den Maler und Zeichner auszeichnen, gelten gleichermaßen auch für seine keramischen Erzeugnisse.“

## Werke (Auswahl)

### Tafelbilder
- Akt (1940, Öl; WV 744)[2]
- Hufwagenschmied O. Koepper (Öl, 110 × 120 cm; ausgestellt 1953 auf der Dritten Deutschen Kunstausstellung)[3]
- Mädchen mit Spinnrad (1954, Öl, 99 × 81 cm; Lohgerber Galerie & Museum Dippoldiswalde)[4]
- Ginster an Eichorns Wäldchen (1956, Öl; WV 60)[2]
- Erich Fraaß (1965, Öl; WV 269)[5]
- Hochjoch, Matterhorn (1959, Öl;  WV 97)[2]

### Zeichenkunst und Druckgrafik
- Schumacher in seiner Werkstatt (Radierung; ausgestellt 1939 auf der Großen Deutschen Kunstausstellung)[6]
- Albertschacht in Zinnwald (1953, Aquarell, 45 × 58,5 cm; Lohgerber Galerie & Museum Dippoldiswalde)[7]

- Holz (Bleistiftzeichnung; 1984)[8]

## Ausstellungen (mutmaßlich unvollständig)

### Einzelausstellungen
- 1946 Dresden, Grünes Haus (Gemälde, Aquarelle, Graphik; mit Johannes Heinrich Fischer)

- 1985 Dresden, Galerie Kunst der Zeit (Malerei, Grafik, Keramik)
- 1987 Pirna, Galerie am Elbtor (Malerei und Grafik)
- 1992 Nürnberg, Spielzeugmuseum („Illustrationen zum ‚Dresdner Zookasper‘ von Karl Timmler, Dresden 1937“)

### Ausstellungsbeteiligungen
- 1936: Dresden, Brühlsche Terrasse und Städtische Kunsthalle („Kunstausstellung Dresden“)
- 1939: München, Große Deutsche Kunstausstellung
- 1940: Dresden („Dresdner Künstlerbund. Erste Ausstellung Kriegsjahr 1940“)
- 1953: Dresden, Dritte Deutsche Kunstausstellung